# Botrychium boreale
Botrychium boreale là một loài dương xỉ trong họ Ophioglossaceae. Loài này được J. Milde mô tả khoa học đầu tiên năm 1857.